# Cerro Colorado (Córdoba)
Cerro Colorado es una localidad de la provincia de Córdoba, Argentina. Está situada en la intersección de los departamentos Río Seco, Tulumba y Sobremonte.
Se encuentra situada a 160 km de la Ciudad de Córdoba, sobre la ruta provincial 21 (a 11 km de la RN 9).
Los principales cursos de agua que atraviesan la localidad son el arroyo de los Molles y el río de los Tártagos.
"Debemos destacar la zona del Cerro Colorado (históricamente ubicada en la región de los sanavirones). Su caracterización estaría dada por las figuras de cazadores emplumados, las figuras humanas en cadena, el puntillismo en la representación del felino» (Serrano 1945:137)".

## Toponimia
El nombre de esta localidad se debe al ligero color rojizo de los cerros, entre los que sobresalen el Cerro Colorado, el Veladero y el Inti Huasi. "Inti Huasi" significa "Casa del Sol" (inti=sol, huasi=casa), es un nombre quechua dado tras la conquista española, ya que los misioneros católicos utilizaron el idioma quechua como lengua natural y lengua vehicular para adoctrinar a todas las etnias del noroeste y centro de Argentina.

## Economía
La principal actividad económica es el turismo, debido principalmente a la Reserva Natural y Cultural Cerro Colorado, que junto con la cueva de las Manos en la provincia de Santa Cruz, constituye uno de los centros pictóricos de arte rupestre más importante de Argentina.

## Turismo

### Museo Arqueológico Cerro Colorado
Guarda en su interior piezas precolombinas y utensilios utilizados por los pueblos originarios (comechingones y sanavirones) en el pasado. Su colección recorre la historia del Cerro Colorado y los cerros vecinos asociados. Allí se pueden contratar guías turísticos para visitar las pictografías.

### Pinturas rupestres

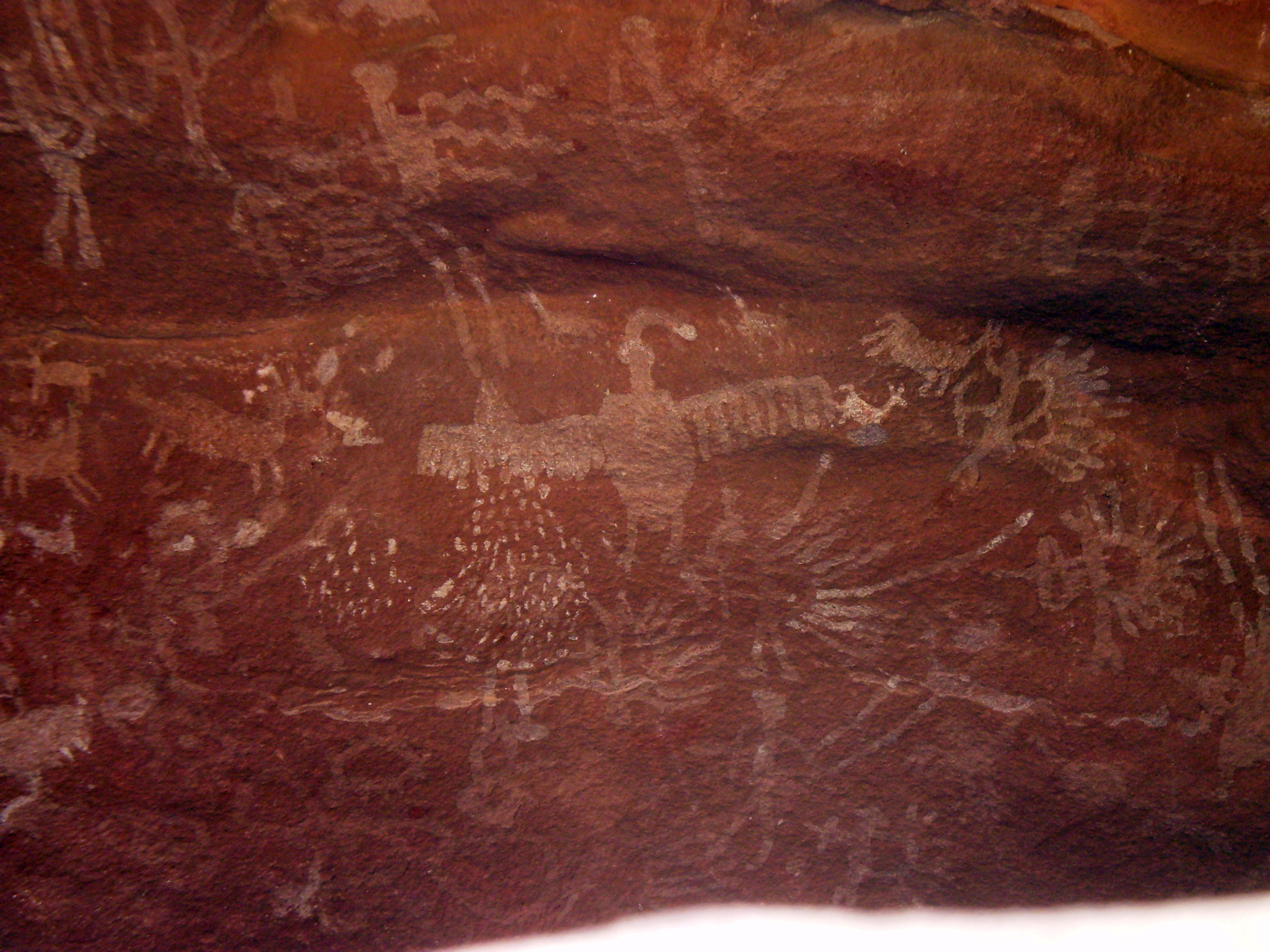
Pinturas rupestres.

Se encuentran en esta reserva, miles de pictografías de los pueblos originarios que habitaban en la zona (comechingones y sanavirones) y casi todas representan escenas de la vida cotidiana: costumbres, rituales, escenas de guerras entre ambos grupos originarios anteriormente mencionados, la representación del español a caballo y signos aún no descifrados. La reserva posee más de 3000 ha y fue divulgada por Leopoldo Lugones a principios del siglo XX.
El Cerro Colorado fue declarado Monumento Histórico Nacional en el año 1961. La Reserva Cultural Natural Cerro Colorado fue declarada como tal en el año 1992.

### Casa museoAtahualpa Yupanqui

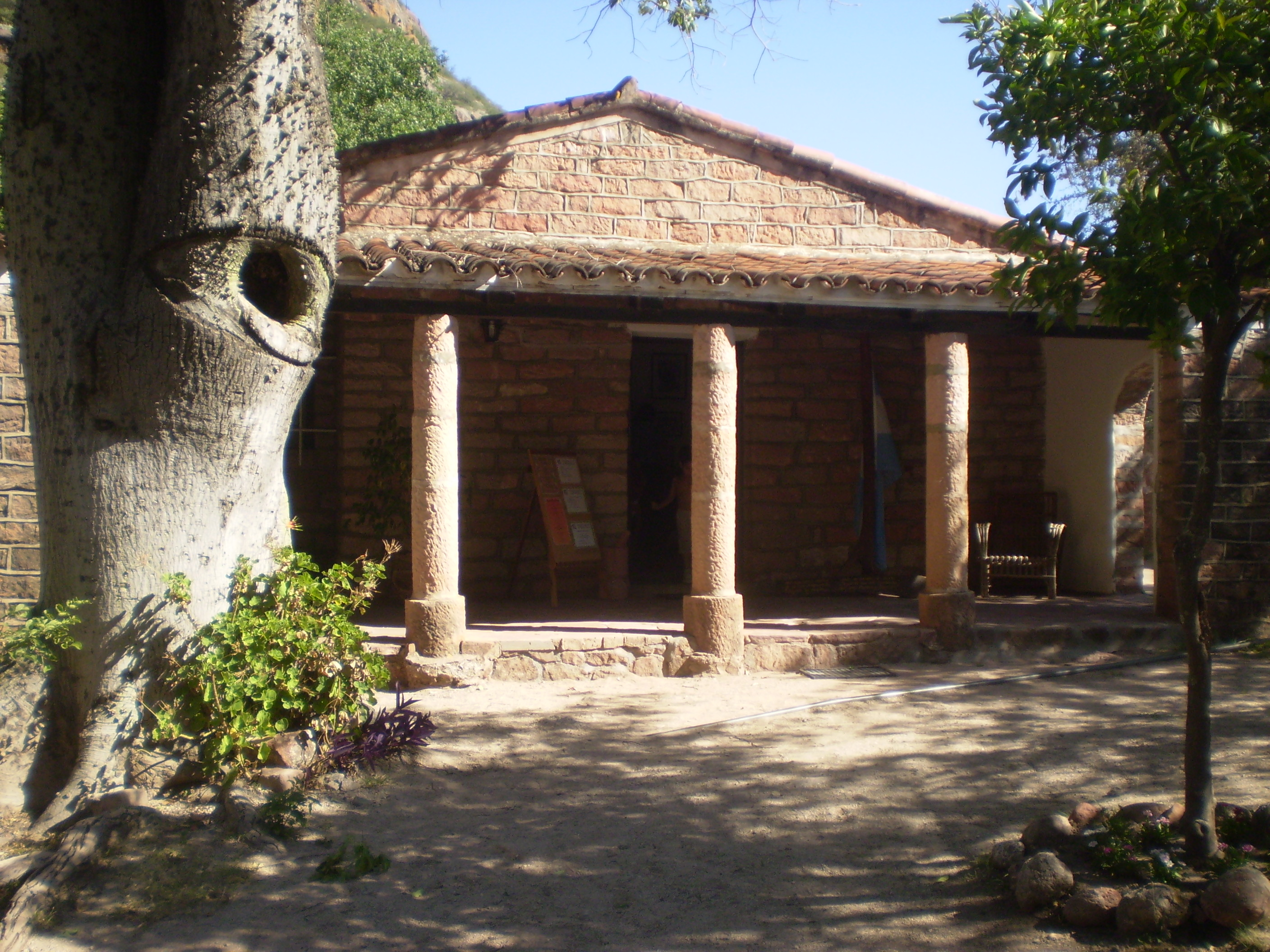
Casa museo Atahualpa Yupanqui.

En la localidad también existe la antigua casa (hoy museo abierto al público) de Atahualpa Yupanqui, uno de los más importantes exponentes de la música folklórica argentina, quien inmortalizara a esta localidad con los versos de la Chacarera de las Piedras. 

Caminiaga, Santa Elena, el Churqui, Rayo Cortado, no hay pago como mi pago, viva el Cerro Colorado.

#### Enero
1. Festival de la Algarrobeada (última semana de enero). Festival de danza y folclore, elaboración y venta de productos de la algarroba, talleres culturales, exposición y venta de artesanías.
2. Homenaje a Atahualpa Yupanqui en el aniversario de su natalicio (31 de enero). En Agua Escondida. Museo Casa de Atahualpa Yupanqui.

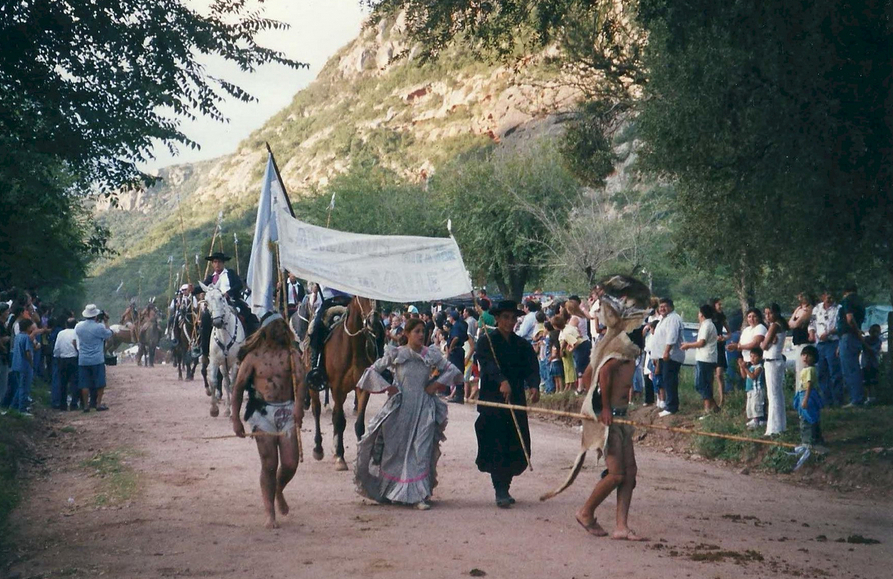
Fiestas patronales de febrero en el Cerro Colorado.

#### Febrero
1. Fiestas patronales (2 al 11 de febrero). Procesión con la Virgen del Valle. Procesión de antorchas con la Virgen de Guadalupe. Desfile de gauchos, peñas y feria artesanal.

#### Mayo
1. Homenaje a Atahualpa Yupanqui en el aniversario de su fallecimiento (23 de mayo). En Agua Escondida. Museo Casa de Atahualpa Yupanqui.

#### Noviembre
1. Encuentro Folclórico “El Pantano” (dos días). Desde 1999 se lleva a cabo este evento en un paraje ubicado a 6 km de Cerro Colorado, congregando artistas y delegaciones de distintos puntos del país y gran cantidad de público.

## Geografía

### Población
Cuenta con 301 habitantes (Indec, 2022), lo que representa un incremento del 25% frente a los 225 habitantes (Indec, 2010) del censo anterior.
| Gráfica de evolución demográfica de Cerro Colorado entre 1991 y 2022 |
|                                                                      |
| Fuente: Censos nacionales del INDEC                                  |

### Sismicidad
La sismicidad de la región de Córdoba es frecuente y de intensidad baja, y un silencio sísmico de terremotos medios a graves cada 30 años en áreas aleatorias. Sus últimas expresiones se produjeron:
- 22 de septiembre de 1908 (116 años), a las 17.00 UTC-3, con 6,5 Richter, escala de Mercalli VII; ubicación 30°30′0″S 64°30′0″O / -30.50000, -64.50000; profundidad: 100 km; produjo daños en Deán Funes, Cruz del Eje y Soto, provincia de Córdoba, y en el sur de las provincias de Santiago del Estero, La Rioja y Catamarca[4]

- 16 de enero de 1947 (78 años), a las 2.37 UTC-3, con una magnitud aproximadamente de 5,5 en la escala de Richter (terremoto de Córdoba de 1947)[3]

- 28 de marzo de 1955 (70 años), a las 6.20 UTC-3 con 6,9 Richter: además de la gravedad física del fenómeno se unió el desconocimiento absoluto de la población a estos eventos recurrentes (terremoto de Villa Giardino de 1955)

- 7 de septiembre de 2004 (20 años), a las 8.53 UTC-3 con 4,1 Richter

- 25 de diciembre de 2009 (15 años), a las 21.42 UTC-3 con 4,0 Richter